# Hyalodictyon apicatum
Hyalodictyon apicatum är en insektsart som först beskrevs av Melichar 1912.  Hyalodictyon apicatum ingår i släktet Hyalodictyon och familjen Dictyopharidae. Inga underarter finns listade i Catalogue of Life.